# Albert Serrán
Albert Serrán Polo (Barcellona, 17 luglio 1984) è un ex calciatore spagnolo, di ruolo difensore.

## Palmarès

### Club

#### Competizioni nazionali
- Indian Super League: 1

Bengaluru: 2018-2019